# Edu García León
Eduardo García León (Sevilla, 13 de julio de 1969), conocido como Edu García, es un exfutbolista español que se desempeñaba como centrocampista. Es el mayor de una saga de cuatro hermanos futbolistas: Moisés, Gerardo y Candelas.

## Clubes
| Club                          | País   | Año       |
| ----------------------------- | ------ | --------- |
| Osasuna Promesas              | España | 1987-1988 |
| C. A. Osasuna                 | España | 1988-1990 |
| Xerez C. D.                   | España | 1991      |
| C. A. Osasuna                 | España | 1991      |
| Deportivo Alavés              | España | 1991-1992 |
| Real Racing Club de Santander | España | 1992-1994 |
| UD Las Palmas                 | España | 1994-1996 |
| Granada C. F.                 | España | 1996-1999 |
| Elche C. F.                   | España | 1999-2000 |
| Albacete Balompié             | España | 2000-2001 |
| Hércules C. F.                | España | 2001-2002 |
| CD Logroñés                   | España | 2003-2004 |
| C. D. Recreación de La Rioja  | España | 2004-2005 |
| C. D. Logroñés                | España | 2006-2007 |